# Jan van den Dobbelsteen
Jan van den Dobbelsteen (Waalre, 28 september 1954) is een interdisciplinaire Nederlandse kunstenaar. Hij is de oudere broer van Gerard van den Dobbelsteen, die eveneens kunstenaar is.

## Leven en werk
Van den Dobbelsteen werd opgeleid aan de Academie voor Beeldende Kunsten Sint-Joost in Breda (1973-1978) en de Jan van Eyck Academie in Maastricht (1978-1980). De kunstenaar ontving voor zijn werk diverse prijzen. Hij onderwijst aan de Bredase academie en woont en werkt in Eindhoven.
Bekende werken van Dobbelsteen zijn de twee kobaltkleurige kroonluchters en de gekleurde tapijten die hij maakte voor de restauratie van de oude vergaderzaal van de Tweede Kamer. Dobbelsteen maakte deze in opdracht van de Rijksgebouwendienst. De ontvangst van de kunstwerken rond de opening van de gerestaureerde zaal bij de toenmalige politici was wisselend te noemen. Men vond het ronduit mooi of juist zonde van het geld.

## Prijzen
- 1986 Koninklijke Prijs voor Vrije Schilderkunst
- 1987 Prix de Rome, categorie Kunst en Publieke Ruimte
- 2015 Bernardine de Neeve Prijs[3]

## Tentoonstellingen
- 1990-1991 Centraal Museum Jan van den Dobbelsteen[4]
- 1993 Kunsthal Rotterdam Jan van den Dobbelsteen - That power[5]

## Werk

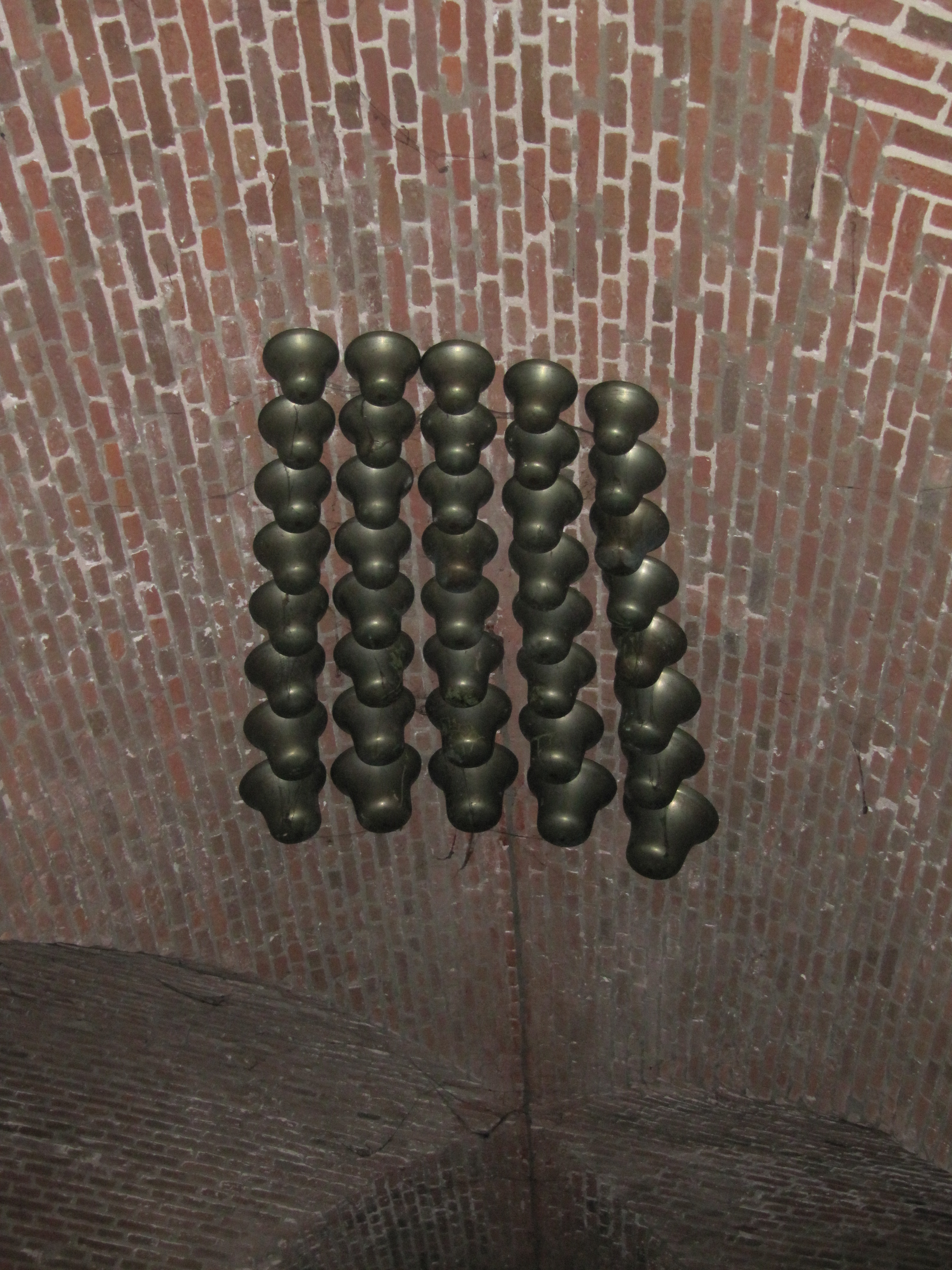
Sculptuur aan het gewelf van de Hampoort in Grave
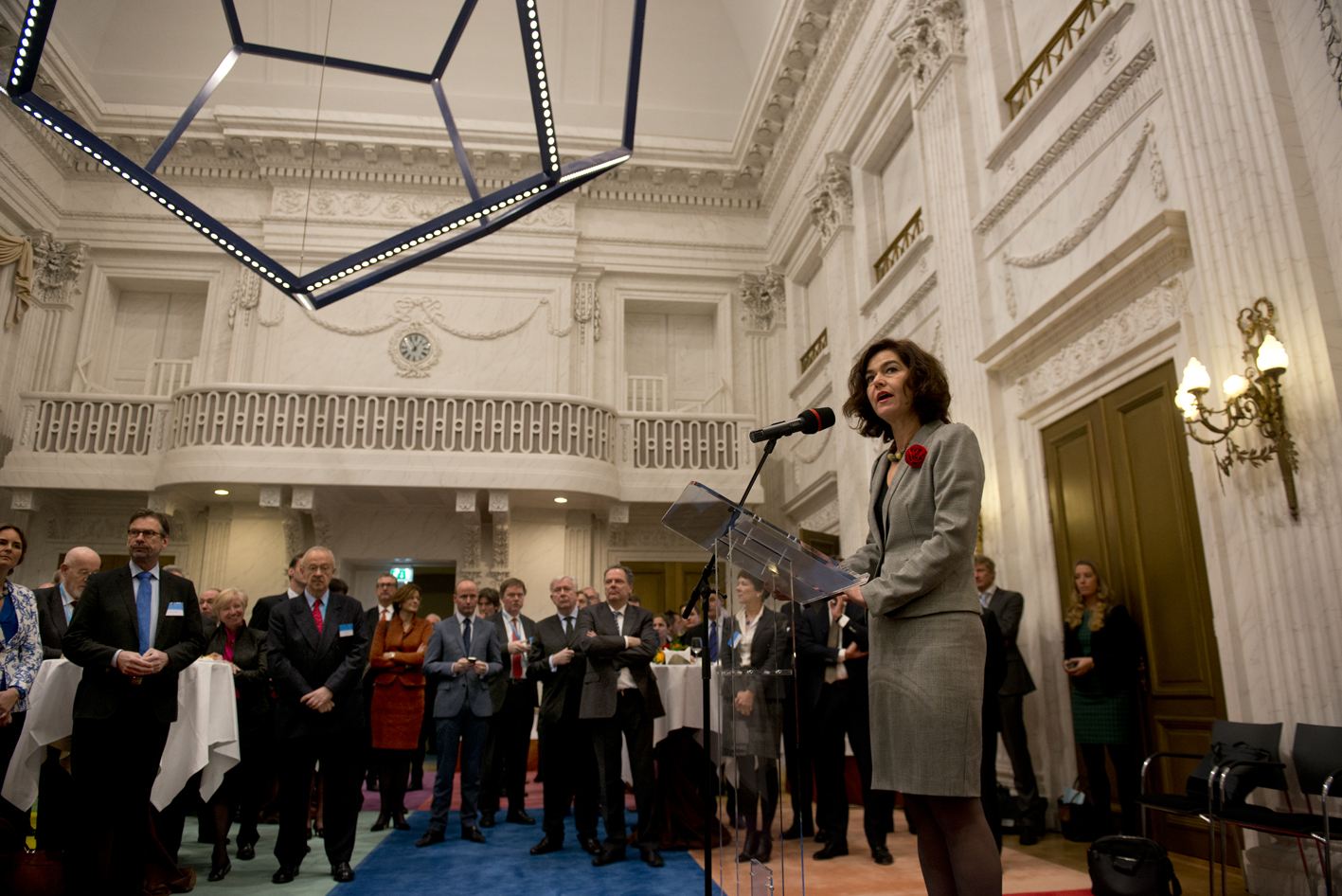
Kroonluchter en vloerkleed in de Oude Zaal van de Tweede Kamer